# Red Beattie
John „Jack“ Beattie (* 2. Oktober 1907 in Ibstock, England; † 26. Dezember 1990 in Chemainus, British Columbia, Kanada) war ein britischer Eishockeyspieler, der im Verlauf seiner aktiven Karriere zwischen 1928 und 1943 unter anderem 358 Spiele für die Boston Bruins, Detroit Red Wings und New York Americans in der National Hockey League auf der Position des linken Flügelstürmers bestritten hat.

## Karriere
Der in England geborene, aber im kanadischen Edmonton aufgewachsene Beattie spielte zu Beginn seiner Karriere in der kanadischen Provinz British Columbia. Dort war er zwischen 1928 und 1930 unter anderem für die Vancouver Lions in der Pacific Coast Hockey League aktiv, wo er sich als profitabler Scorer etablierte.
Im Mai 1930 verkauften die Lions den Stürmer gemeinsam mit Joe Jerwa für 25.000 US-Dollar an die New York Rangers aus der National Hockey League, die ihn allerdings lediglich bei den Springfield Indians aus der Canadian-American Hockey League einsetzten. Aufgrund eines Disputs über die Gültigkeit seines Vertrags mit den Rangers wurde Beattie im Dezember desselben Jahres den Boston Bruins zugesprochen. Bei den Bruins spielte der gebürtige Brite trotz eines Beinbruchs im Verlauf der Saison 1931/32 die folgenden sieben Spielzeiten an der Seite von Cooney Weiland, Dit Clapper und Nels Stewart. Im Dezember 1937 wurde er schließlich im Tausch für Gord Pettinger an die Detroit Red Wings abgegeben. Nach lediglich elf Einsätzen wurde er im folgenden Monat für Joe Lamb an die New York Americans weitergegeben. Dort beendete er die Spielzeit und bestritt noch einige weitere im folgenden Spieljahr, ehe die Amerks von ihrem Recht Gebrauch machten und Lamb zurückholten und Beattie sich aus der NHL zurückzog.
Zwischen 1941 und 1943 absolvierte er noch einmal einige Spiele im Amateurbereich in der Region um Vancouver. Beattie verstarb am 26. Dezember 1990 im Alter von 83 Jahren.